# کارخانه حوله برق لامع
کارخانه حوله برق لامع مربوط به دوره پهلوی است و در شهرستان تبریز، بخش مرکزی، خیابان ۱۷ شهریور، خیابان پورشریف، کوچه برق لامع واقع شده و این اثر در تاریخ ۱۳۹۹/۲/۲۰ با شمارهٔ ثبت ۳۲۹۵۹ به‌عنوان یکی از آثار ملی ایران به ثبت رسیده‌است.
اساس این کارخانه در سال ۱۳۰۸ هجری خورشیدی توسط حاج جواد برق‌لامع با یک دستگاه چوبی، به نام کارگاه حوله‌بافی جواد تأسیس شد. در ادامه این کارگاه توسعه یافت و محصولات آن در بازار تهران به نام حولهٔ جوادی شهرت یافت. در سال ۱۳۲۸ هجری خورشیدی، اولین صادرات این کارخانه به کشور عراق انجام شد.